# Hausdorff-Bezikovičeva razsežnost
Hausdorff-Bezikovičeva razsežnost ali Hausdorffova razsežnost je v matematiki nenegativno realno število, ki leži znotraj zaprtega neskončnega intervala [0, ∞] in je povezano s poljubnim metričnim prostorom. Leta 1918 jo je vpeljal Felix Hausdorff. Veliko tehničnih izboljšav za izračunavanje Hausdorff-Bezikovičeve razsežnosti zelo nepravilnih množic je dal Abraham Samojlovič Bezikovič. Manj pogosto jo imenujejo tudi prostorna razsežnost ali fraktalna razsežnost.
Razsežnost množice (na primer podmnožice v evklidskem prostoru) je intuitivno število neodvisnih paramaterov, ki so potrebni za opis točke v množici. Matematični pristop, ki dokaj natančno opiše to naivno zamisel, je topološka razsežnost množice. Točko na ravnini opišemo z dvema neodvisnima parametroma (kartezičnima koordinatama točke) in v tem smislu je ravnina dvorazsežna. Kakor pričakujemo bo topološka razsežnost zmeraj naravno število.
Topološka razsežnost se pri določenih nepravilnih množicah, kot so fraktali obnaša zelo nepričakovano. Cantorjeva množica ima na primer topološko razsežnost enako 0, v določenem smislu pa je višjerazsežni prostor. Hausdorff-Bezikovičeva razsežnost podaja drugi način določitve razsežnosti, ki upošteva tudi metrične lastnosti.
Za določitev Hausdorff-Bezikovičeve razsežnosti prostora X najprej preučimo N(r), število krogel s polmerom največ r, ki jih potrebujemo, da v celoti pokrijemo X. Če se r zmanjšuje, se N(r) povečuje. Zelo grobo rečeno, če N(r) narašča na isti način kot 1/rd, medtem ko se r približuje 0, rečemo, da ima X razsežnost d. Stroga določitev Hausdorff-Bezikovičeve razsežnosti gre do neke mere po ovinkih, saj najprej določi celotno družino pokrivalnih mer za X. Izkaže se, da Hausdorff-Bezikovičeva razsežnost izboljša zamisel topološke razsežnosti in zajame tudi druge lastnosti prostora kot sta površina ali prostornina.
Moramo omeniti, da obstaja več sorodnih predstav možnih fraktalnih razsežnosti. Na primer razsežnost štetja škatel posploši zamisel štetja kvadratov na milimetrskem papirju, kjer lahko določimo točko X, saj se velikost kvadratov manjša. V mnogih primerih te predstave sovpadajo, vendar je vez med njimi dokaj strokovna.

## Stroga definicija
Hausdorff-Bezikovičeva razsežnost podaja natančno pot za merjenje razsežnosti poljubnega metričnega prostora. Sem spadajo zapletene množice kot so fraktali.
Naj bo (X,d) metrični prostor. Kakor je v uvodu omenjeno, nas zanima štetje števila krogel z določenim polmerom, ki so potrebne, da pokrijemo določeno množico. To je možno narediti neposredno za veliko množic, kar nas vede to razsežnosti štetja škatel, vendar gre pri Hausdorff-Bezikovičevi razsežnosti za neposreden pristop k problemu s pomočjo teorije mere, ki sta jo razvila Henri Léon Lebesgue in Constantin Carathéodory. V ta namen je Hausdorff določil celo družino mer na množicah X, eno za vsako možno razsežnost s ∈ [0,∞). V primeru X= R3 ta konstrukcija dodeli s-razsežno mero Hs vsem podmnožicam R3, kakor tudi enotskemu odseku vzdolž osi x [0,1] × {0} × {0}, enotskemu kvadratu v ravnini x-y [0,1] × [0,1] × {0} in enotski kocki [0,1] × [0,1] × [0,1]. Zato za s=2 pričakujemo:
- {\displaystyle H^{2}([0,1]\times \{0\}\times \{0\})=0}
- {\displaystyle 0<H^{2}([0,1]\times [0,1]\times \{0\})<+\infty }
- {\displaystyle H^{2}([0,1]\times [0,1]\times [0,1])=+\infty }

Zgornji primer nakazuje, da lahko določimo množico A s Hausdorff-Bezikovičevo razsežnostjo s, če je njena s-razsežna Hausdorffova mera pozitivna in končna. V bistvu moramo to malo spremeniti. Hausdorff-Bezikovičeva razsežnost A je odsekana vrednost s, kjer je spodaj s, s-razsežna Hausdorffova mera enaka ∞ in nad s enaka 0. Možno je, da je s-razsežna Hausdorffova mera s-razsežne množice enaka 0 ali ∞. R ima, na primer, razsežnost 1 in njena 1-razsežna Hausdorffova mera je neskončna.
Za konstrukcijo te mere, uporabimo teorijo mere, ki je uporabna za metrične prostore. Določimo metrične zunanje mere na X. Naj je C razred vseh podmnožic X. Za vsako realno število s naj je ps fukcija A → diam(A)s na C. Hausdorffova zunanja mera razsežnosti s, označena s Hs je zunanja mera, ki odgovarja funkciji Hs na C.
Zato za vsako podmnožico E prostora X velja:
{\displaystyle H_{\delta }^{s}(E)=\inf {\Bigg \{}\sum _{i=1}^{\infty }\operatorname {diam} (A_{i})^{s}{\Bigg \}}}
kjer je infimum vzet prek zaporedij {Ai}i, ki pokrijejo E z množicami s premerom ≤ δ. potem je:
{\displaystyle H^{s}(E)=\lim _{\delta \rightarrow 0}H_{\delta }^{s}(E).}
Lahko zgoščeno, vendar ne na preveč uporaben način, opišemo vrednost Hs(E) kot infimum vseh h > 0, tako da lahko za vsak δ > 0 pokrijemo E s števno mnogo zaprtih množic s premerom ≤ &delta. Vsota s-potenc teh premerov je manjša ali enake h.